# Список эпизодов мультсериала «Барашек Шон»
Анимационный сериал Ника Парка «Барашек Шон» (выходит с 2007 года), снятый на студии Aardman Animations, состоит из 170 оригинальных серий длительностью по семь минут каждая. Также существует два дополнительных 1-минутных цикла серий: один 15-серийный цикл создавался для сервиса Nintendo Video портативной игровой системы Nintendo 3DS, другой состоящий из 21-го эпизода посвящён Олимпиаде в Лондоне. Сериал шёл на канале CBBC. Ниже приводится краткое содержание всех эпизодов сериала.
В 2015 году вышло два новых мультфильма про барашка. В начале года вышел полнометражный фильм «Барашек Шон», а в конце года появился получасовой короткометражный мультфильм «Барашек Шон: Фермерский бедлам». В конце 2019 года вышел новый полнометражный мультфильм «Барашек Шон: Фермагеддон». В 2021 году на Netflix вышел второй короткометражный мультфильм «Барашек Шон: Рождественские приключения».

## Обзор серий

### Оригинальные серии
| Сезон | Сезон | Кол-во серий | Премьера        | Премьера         |
| Сезон | Сезон | Кол-во серий | Первая серия    | Последняя серия  |
| ----- | ----- | ------------ | --------------- | ---------------- |
|       | 1     | 40           | 5 марта 2007    | 14 сентября 2007 |
|       | 2     | 40           | 23 ноября 2009  | 17 декабря 2010  |
|       | 3     | 20           | 25 февраля 2013 | 21 марта 2013    |
|       | 4     | 30           | 3 февраля 2014  | 30 сентября 2014 |
|       | 5     | 20           | 5 сентября 2016 | 18 ноября 2016   |
|       | 6     | 20           | 16 марта 2020   | 16 марта 2020    |

### Специальные серии
| Название | Название                                      | Кол-во серий | Премьера     | Премьера        |
| Название | Название                                      | Кол-во серий | Первая серия | Последняя серия |
| -------- | --------------------------------------------- | ------------ | ------------ | --------------- |
|          | Shaun the Sheep 3D (Mossy Bottom Farm Shorts) | 15           | 7 марта 2012 | 13 июня 2012    |
|          | Shaun The Sheep Championsheeps                | 21           | 2 июля 2012  | 13 июля 2012    |

## Список серий

### Сезон 1 (2007)
| №№ | №  | Название                      | Премьера         |
| --- | -- | ----------------------------- | ---------------- |
| 1 | 1  | «Off the Baa!»                | 5 марта 2007     |
| Выпав из прицепа трактора, на поле попадает кочан капусты. Шон использует его в качестве футбольного мяча, остальные овцы, естественно, присоединяются к игре. Битцер выступает в роли судьи. Свиньи видят в кочане исключительно еду и намереваются отобрать капусту. Мама Тимми стоит на воротах в варежках-прихватках, Ширли по-прежнему жуёт, но умудряется жульничать, овечки, которые заменяют колышки ворот опускают штангу. Шон готовится к решающему дриблингу. |    |                               |                  |
| 2 | 2  | «Bathtime»                    | 5 марта 2007     |
| Все овцы выходят из сарая очень грязные. Фермер решает помыть всех в бассейне. Обнаружив, что горячей воды нет, фермер всё равно приказывает Битцеру помыть овец в холодной воде, а сам уходит мыться в дом, где горячая вода есть. В бассейне вода настолько холодная, что утка, решившая искупаться, леденеет. Шон организует операцию по переливке горячей воды из ванны фермера. В итоге фермеру приходится мыться в кухонной раковине. |    |                               |                  |
| 3 | 3  | «Shape Up with Shaun»         | 6 марта 2007     |
| После очередных неприятностей, возникших из-за большой массы Ширли, Шон устраивает ей серию тренировок, чтобы та сбросила вес. Она скачет на скакалке, бегает кросс, и, наконец, худеет, но в последний момент попадает... в машину с тортами и тут же объедается ими и набирает свой прежний вес. |    |                               |                  |
| 4 | 4  | «Timmy in a Tizzy»            | 6 марта 2007     |
| Тимми кричит всю ночь и мешает всем спать. Шон даёт ему плюшевого мишку, который сразу успокаивает малыша. Утром фермер забирает игрушку и отдает её своему злобному коту. Шон дарит Тимми другую игрушку со свалки, но она ему не нравится. Шон проникает в дом фермера, чтобы вырвать мишку из лап кота. После серии злоключений мишка возвращается к Тимми, но тот... уже привык к новой игрушке. |    |                               |                  |
| 5 | 5  | «Scrumping»                   | 7 марта 2007     |
| Фермер с Битцером уезжают по делам. Овцы, как обычно, ничего не делают и жаждут приключений. Шон случайно видит, как свиньи едят яблоки с яблони на территории свинарника. Он решает попросить у них немного яблок и подносит им корзину, чтобы те наполнили её яблоками. Свиньи подсовывают овцам кучу навоза. Начинаются попытки овец взять с дерева хоть немного яблок. Шон несколько раз неудачно проникает на территорию свиней — свиньи его мутузят и выбрасывают обратно. Шон не сдаётся, и в результате из яблони получается катапульта, которая сама бросает все яблоки на поле овечек. |    |                               |                  |
| 6 | 6  | «Still Life»                  | 7 марта 2007     |
| Фермер приносит на поле «набор юного художника» и собирается нарисовать свой дом. Овцы решают «попасть в кадр». Фермер просит Битцера расставить их так, чтобы на картине они смотрелись красиво. Быстро кончается белая краска и фермер уходит искать ещё белой краски. Воспользовавшись отсутствием фермера, овцы поверх нарисованной картинки сами начинают рисовать. У них получается то «Овечка Мона Лиза», то «Овечка-абстракция», то полная размазня. Последняя неожиданно нравится случайно проезжающему в лимузине богачу и он тут же покупает её. Все остаются довольны. |    |                               |                  |
| 7 | 7  | «Mower Mouth»                 | 8 марта 2007     |
| Фермер приводит на поле к овцам козла. Козёл ест всё, что ему попадается. Фермер с трудом вытаскивает его на поле и привязывает к колышку, приказав Битцеру следить за ним. Но козёл быстро съедает всё и выдёргивает колышек. Битцер и овцы не могут совладать с козлом. В конце концов, фермер придумывает козлу прекрасное применение: он использует его в качестве ножниц для художественной стрижки кустов. |    |                               |                  |
| 8 | 8  | «Take Away»                   | 8 марта 2007     |
| Овцы видят, как фермеру доставили пиццу на дом, и решают тоже заказать себе пиццу. Шон и две другие овцы встают друг на друга, надевают сверху длинный плащ и шляпу от пугала и отправляются в пиццерию. В автобусе старушка хочет угостить барашка Шона, но он неловко роняет печенье на пол. За это старушка всю дорогу бьёт Шона и других барашков сумочкой. В пиццерии продавец, как ни в чём не бывало, принимает заказ и просит с ним расплатиться. Выясняется, что барашки о деньгах и не подумали. Но продавец с удовольствием принимает в качестве платы... лягушку. |    |                               |                  |
| 9 | 9  | «The Bull»                    | 9 марта 2007     |
| На поле вместе с овцами оказывается бык. Шон сразу нарывается на проблемы с ним, случайно вызвав агрессию у быка. Положение дел усугубляется, когда свиньи бросают ведро краски в бассейн для мытья овец и все овцы, кроме Шона, окрашиваются в красный цвет. Шон и Битцер выписывают на имя фермера красную простыню и используют её как плащ тореадора. Бык проламывает стену, за которой живут свиньи и им крепко достаётся. После этого Битцер и Шон отмывают овец от краски. |    |                               |                  |
| 10 | 10 | «Saturday Night Shaun»        | 9 марта 2007     |
| Фермеру почтой присылают новый CD-проигрыватель и он сразу выбрасывает свой старенький проигрыватель пластинок (вместе с пластинками) в кучу мусора на поле. Шон догадывается включить проигрыватель в розетку, после чего в него попадает пластинка (которую другие овцы использовали как тарелку фрисби), при этом установившись правильно. Играет музыка. Все овцы, кроме Шона и Тимми, пугаются и разбегаются. Быстро они понимают, что прибор безобиден, и Шон организовывает вечеринку. |    |                               |                  |
| 11 | 11 | «The Kite»                    | 12 марта 2007    |
| Ветреный день. Над полем летает воздушный змей. Все овцы в страхе бегают от него, и только Шон — за ним, в надежде поймать. Случайно верёвка, свисающая со змея в качестве хвоста, запутывается в лапах Шона, и змей поднимает барашка. Через несколько секунд змей цепляется за крону дерева, стукнув Шона о ствол. Далее следуют попытки овец снять змея с дерева. |    |                               |                  |
| 12 | 12 | «Little Sheep of Horrors»     | 12 марта 2007    |
| Фермер смотрит фильм ужасов. Овцы смотрят его через окно с не меньшим интересом. Видимо, разочаровавшись в фильме, фермер выключает кассету и уходит заняться другими делами. Овцы расходятся... Кроме Тимми. Малыш спать не хочет. Он проникает в дом фермера, доедает остатки пиццы, случайно включает фильм (встав лапой на пульт), садится смотреть его и тут же засыпает. Тем временем мать Тимми обнаруживает отсутствие своего дитя и поднимает тревогу. Овцы отправляются на его поиски. Они проникают в дом через дымоход. Битцер отправляется за ними, чтобы те ничего не натворили и, перепачкавшись, пугает фермера. Далее следует серия попыток не попасться на глаза фермеру. Овцы и Битцер встречаются и пугаются друг друга (один из баранов съел мыло и у него изо рта пошла пена), потом их пугает Тимми, вымазавшийся кетчупом от пиццы, который остальные приняли за кровь. Но Шон быстро всё разъясняет. В итоге всем удаётся смыться через окно как раз перед приходом фермера. Заканчивается серия на том, что овечки смотрят фильм в кошаре через видеопроектор, а Тимми спит спокойным сном. |    |                               |                  |
| 13 | 13 | «Buzz Off Bees»               | 13 марта 2007    |
| Шон обнаруживает на поле улей. Приходит фермер, вытаскивает из него соты и уходит сливать мёд. Овцы продолжают отдыхать. Из домика вылетает одна пчела. Она вьётся вокруг Шона, надоедает ему, он прогоняет её ударом газеты. Пчела отправляется за остальным роем, чтобы отомстить овцам. Начинается борьба между овцами и пчёлами. |    |                               |                  |
| 14 | 14 | «Fleeced»                     | 13 марта 2007    |
| Битцер созывает всех овец в сарай. У фермера тупая машинка и овцы боятся стричься. Шон, проявив инициативу, ломает машинку для стрижки и фермер отправляется чинить её, приказав Битцеру закрыть всех овец в сарае. Шон организует подкоп... в парикмахерскую. Когда фермер возвращается, овцы уже имеют разные модельные стрижки. |    |                               |                  |
| 15 | 15 | «Shaun Shoots the Sheep»      | 14 марта 2007    |
| На поле появляется пара путешественников и теряет фотоаппарат. Шон подбирает его, обнаруживает его возможности и хочет сделать общую фотографию всех овец. Но в самый ответственный момент свиньи отбирают фотоаппарат. За время борьбы за фотоаппарат было сделано множество снимков. Когда туристы возвращаются за своим фотоаппаратом они обнаруживают в нем фотографию, которую Шону так хотелось сделать. |    |                               |                  |
| 16 | 16 | «Big Top Timmy»               | 14 марта 2007    |
| Тимми просыпается ночью и слышит шум на улице. Выглянув в окно, он видит цирк шапито и отправляется туда. Попытка Битцера вернуть Тимми в сарай оказалась безуспешной. Наутро мать Тимми обнаруживает отсутствие малыша и поднимает тревогу. Во главе с Битцером все идут на поиски Тимми. Шон натыкается на улику — плюшевого мишку, который валялся около палатки цирка. Овечки находят Тимми под куполом цирка. Шон прыгает на батуте, чтобы поймать его. Кто-то из овечек начинает отбивать барабанную дробь. Тимми возвращён маме, но тут выясняется, что фермер вышел проверить своё стадо. Шон начинает выстреливать из пушки овцами на поле. Пока фермер протирал очки, они все успели вернуться. |    |                               |                  |
| 17 | 17 | «Fetching»                    | 15 марта 2007    |
| Фермер, проследив за выходом овец на поле, оценил хорошую работу Битцера и наткнулся на летающую тарелку фрисби. Желая поразвлечься с псом, он кидает тарелку, пёс бежит за ней, ловит и приносит хозяину. Так повторяется несколько раз. Битцеру нравится, а фермеру уже надоело. После очередного забега, Битцер обнаруживает, что хозяин ушёл, и огорчается, увидев, как тот уезжает на тракторе. Шон приходит на помощь и кидает тарелку, которая улетает за пределы поля. Там Битцер встречается с подружкой, отдыхающей около палаток туристов. Битцер уже не столько играет, сколько ищет повод, чтобы вновь и вновь бегать к палатке. Но дела на ферме постоянно его отвлекают. Пока Битцер разбирается с ними, его новая подружка уезжает. Грустно он возвращается на ферму. Шон отвлекает его от печальных мыслей: они играют в летающую тарелку на фоне заката. |    |                               |                  |
| 18 | 18 | «Mountains Out of Molehills»  | 15 марта 2007    |
| Битцер стоит около фермера, доедающего завтрак. Закончив трапезу, Фермер уходит в дом, а Битцер берёт забытый им радиоприемник и включает музыку. Овцы начинают «зажигать». Следует классический для сериала момент, когда фермер выглядывает в окно, всё замолкает и он видит обычное поле и обычных овец, жующих травку. Потом всё продолжается, но веселье портит крот. Овцы предпринимают усердные попытки прогнать крота. Ширли используют в качестве насоса, она дует в одну норку под землю и крот вылетает из другой. Однако поймать его по-прежнему непросто. Крот досаждает овечкам до тех пор, пока за ним не является... мама крота. Она берёт его за ухо и уводит. |    |                               |                  |
| 19 | 19 | «Who's the Mummy?»            | 16 марта 2007    |
| Шон играет футбольным мячом. Одна из овец просит дать пас, что Шон и делает. Овца отбивает мяч так сильно, что он улетает за пределы поля. Шон находит мяч около курятника, откуда исходит шорох. Из любопытства Шон заглядывает в домик и находит куриные яйца, из которых начали вылупляться цыплята. Шон — первое существо, которое они увидели, поэтому птенцы считают его своей матерью и всюду следуют за ним. Шон бегает от них, но те не отстают. Ночью они спят с ним и свистят, от чего Шон не может уснуть. Когда мама курица обнаруживает цыплят, те не хотят уходить от Шона. Чтобы спасти положение, приходится остричь Шона и связать из его шерсти свитер для курицы. |    |                               |                  |
| 20 | 20 | «Things That Go Bump»         | 16 марта 2007    |
| Поздний вечер. Гроза. Все овцы напуганы. Никто не может уснуть. Приходит Битцер в белой накидке, напугав всех окончательно, и показывает книгу, которую он хочет почитать всем на ночь. От чтения овцы быстро засыпают. Вдруг Битцер видит бегающую по сараю перчатку. Все просыпаются и не могут понять, в чём дело. Перчатка поднимается по лестнице и уходит в темноту. Шон следует за ней, но, ничего не обнаружив, возвращается и останавливается перед лестницей. Вдруг в окно «вплывает» тыква в виде «Светильника Джека» (атрибут Хэллоуина). Шон ещё не видит её, а овцы паникуют. Начинается суета, в результате которой Шон вылетает в окно. Там он обнаруживает, что всё представление устроили свиньи и решает им отомстить. |    |                               |                  |
| 21 | 21 | «Abracadabra»                 | 3 сентября 2007  |
| Фермер наводит порядок в доме и находит «набор начинающего волшебника». Волшебство получилось неудачным и фермер выбросил набор. Шон забирает набор себе и уходит практиковаться. |    |                               |                  |
| 22 | 22 | «Sheep on the Loose»          | 3 сентября 2007  |
| Битцер, выводя овец из сарая, торжественно (решил попозировать) переводит их через дорогу. Вдруг, чуть не сбивая собаку, резко останавливается автобус, и Битцер, как положено всем собакам, начинает лаять на водителя. Шон уводит его с дороги и автобус уезжает. Успокоившись, Битцер и Шон обнаруживают, что все овцы, кроме Ширли, уехали на этом автобусе. Битцер передаёт свисток и папку Шону, тем самым передавая ему свои «полномочия», и бежит возвращать овец. Шону же приходится делать всё, чтобы скрыть от фермера факт отсутствия овец на поле. Овцы приезжают на ближайшую ярмарку, где выигрывают огромного плюшевого зайца. Битцер находит их и гонит домой. Шон, тем временем, делает фальшивых овец из фанеры и расставляет их по полю, но Ширли их съедает. Тогда Шон срочно рисует белые точки на окне фермера... К счастью, овцы с огромным призом успевают вернуться домой. |    |                               |                  |
| 23 | 23 | «Washday»                     | 4 сентября 2007  |
| Фермер после стирки вывешивает бельё на сушилку и уезжает. Любопытство заставляет овец подойти к сушилке и... как всегда, начинается балаган, в результате которого вся одежда оказывается грязной. Битцер прекращает веселье и начинает отстирывать вещи. Шон, увидев стиральную машину, проявил инициативу. В машину загружают всё, заливают воду и бросают целую пачку стирального порошка. В результате бельё не только не стало чище, но и порвалось. Выход один: срочно ставить заплатки. |    |                               |                  |
| 24 | 24 | «The Visitor»                 | 4 сентября 2007  |
| Ночь. Всех будит странный шум. Шон и другие овцы выходят из сарая осмотреться и видят на поле разбившийся корабль и суетящегося около него инопланетянина. Битцер тут же бросается на него с лаем, как на чужака. Но пришелец быстро разбирается с ним, бросив псу палочку. Чужак озадаченно смотрит на карту солнечной системы, пытаясь понять, где он. Шон тут же показывает на Землю. Инопланетянин, оценив помощь, демонстрирует застрявший в грунте корабль, и Шон вместе с овцами решают помочь «брату по разуму». |    |                               |                  |
| 25 | 25 | «Shaun the Farmer»            | 5 сентября 2007  |
| Овцы заперты в сарае. Битцер явно опаздывает. Шон отправляется выяснять, в чём дело. Оказывается, фермер простыл, а Битцер ходит вокруг него, помогая с лечением. Шон вопросительно зовёт Битцера, но пёс отказывается отлучаться от хозяина и передаёт все полномочия Шону. Шону приходится выполнять всю работу фермера... не без помощи овец. |    |                               |                  |
| 26 | 26 | «Tooth Fairy»                 | 5 сентября 2007  |
| Битцер просыпается от зубной боли и идёт к овцам за советом. Шон ищет способ выдрать больной зуб, но самодеятельность терпит крах (как, впрочем, и в других произведениях с подобным сюжетом). Наутро фермер записывает Битцера к Ветеринару-Стоматологу. Пока время визита не подошло, овцы продолжают попытки удаления зуба, но безуспешно. Битцера везут к Ветеринару-Стоматологу и удаляют проблемный зуб. С облегчением он показывает это овцам. Он кладёт зуб под подушку для зубной феи. Наутро он смотрит под подушку, но обнаруживает вместо денег зубную щётку и зубную пасту. |    |                               |                  |
| 27 | 27 | «Bitzer Puts His Foot in It»  | 6 сентября 2007  |
| Фермер заливает бетон, делая фундамент. Приходят утки и топчутся по только что залитому бетону, а потом, вдобавок, проходятся по лежащей на земле куртке фермера, оставив на ней «бетонные следы». Заровняв поверхность, фермер наказывает Битцеру охранять ещё не застывший фундамент и уходит чистить куртку. Овечки решают пошутить над Битцером и пролезают к «объекту». Конечно, в фундаменте образуется дыра. Овцы и Битцер судорожно выравнивают бетон перед приездом фермера. |    |                               |                  |
| 28 | 28 | «Hiccups»                     | 6 сентября 2007  |
| Ширли выпивает целую бутылку сока и её одолевает икота. Шон начинает искать способ помочь Ширли. Её пытаются напугать, заставляют не дышать, он выпивает целую цистерну воды, его вводят в транс. Всё тщетно. Неожиданно она пугается голого зада фермера, который на секунду появляется из окна ванной. Ширли перестает икать, но теперь икота появилась у всех других овечек. |    |                               |                  |
| 29 | 29 | «If You Can't Stand the Heat» | 7 сентября 2007  |
| Все мучаются от жары. Фермер велит Битцеру подготовить бассейн. Овцы считают, что бассейн готовят для них, и занимают очередь. Битцер выносит лежак с зонтиком и другими пляжными принадлежностями и расставляет их около бассейна. Выходит фермер и прыгает в воду. Битцер разгоняет овец и остаётся прислуживать хозяину. Шон предлагает идеи, как заставить фермера уйти домой, чтобы самим занять бассейн. |    |                               |                  |
| 30 | 30 | «Sheepwalking»                | 7 сентября 2007  |
| Ночь. Все спят. Шон тоже. Приступ лунатизма поднимает Шона с постели и он выходит на улицу через окно. Тимми замечает странность и будит всех овец. Все следуют за Шоном и стараются уберечь его от встающих на пути опасностей... |    |                               |                  |
| 31 | 31 | «Tidy Up»                     | 10 сентября 2007 |
| Фермер делает в доме уборку. Он выносит большой пакет с мусором и приказывает Битцеру отнести его на свалку (куча мусора на поле). Битцер случайно цепляется пакетом об забор, пакет рвётся, и в итоге пёс доносит до свалки пустой пакет: весь мусор выпал и валяется по всему полю. Фермер замечает это и наказывает провинившемуся собрать мусор в контейнер. Овцы смеются. Битцер заставляет их собирать мусор, а сам отдыхает и читает комикс. Овцы неохотно собирают мусор. Тимми догадывается скармливать мусор Ширли. Кто-то находит в мусоре что-то интересное. Наконец весь мусор собран в контейнер. Шон обращает внимание на то, что контейнер на колёсиках, садится верхом и просит других овец подтолкнуть. Несчастный случай — и весь мусор снова разбросан по полю. Битцер предлагает собрать его пылесосом. Переключатель ломается и пылесос начинает всасывать всё подряд. |    |                               |                  |
| 32 | 32 | «The Farmer's Niece»          | 10 сентября 2007 |
| К фермеру приехала его племянница. Её шалости в доме фермеру не нравятся и он предлагает ей пойти поиграть на улицу, приказав Битцеру следить за ней, а сам уходит на кухню делать торт для своей племяшки. А девочка — тот ещё «ангелочек». После сеанса хороших издевательств над овцами и Битцером Шон решил утихомирить её. |    |                               |                  |
| 33 | 33 | «Camping Chaos»               | 11 сентября 2007 |
| Битцер выводит овец на поле, и все обнаруживают на поле палатку с кучей мусора вокруг неё. Оттуда выходит нетрезвый турист и отправляется на прогулку, не заботясь о том, что палатка и всё её содержимое предоставлены овцам. |    |                               |                  |
| 34 | 34 | «Helping Hound»               | 11 сентября 2007 |
| У Битцера проблемы: он не может уследить за всеми овцами. А в это время фермеру привозят посылку. В посылке собака-робот, который мгновенно собирает всех овец в ровное построение 4х5. Фермер оценивает хорошую работу электронной собаки, а Битцер, разочаровавшись, собрался уходить. Но фермер тут же останавливает его и передаёт пульт управления роботом Битцеру, что делает робота помощником Битцера (а не заместителем). Электронная собака сразу видит в Битцере овцу, отбирает и ломает пульт и приказывает Битцеру примкнуть к стаду. Шон предлагает идеи по избавлению от нового надзорного. |    |                               |                  |
| 35 | 35 | «Troublesome Tractor»         | 12 сентября 2007 |
| Фермер листает журнал, посвящённый тракторам, и видит там новейшую модель. Погрузившись в мечты, он обращает внимание на свой старенький полуразвалившийся ржавый трактор. Погрустнев, фермер залезает в свою сельхозтехнику и пытается завести двигатель. Все попытки безуспешны, и он открывает крышку, чтобы найти неисправность. Обнаружив сломавшуюся деталь, он уходит её чинить и при этом роняет журнал. Его подбирает Шон, видит там мечту фермера и собирается её осуществить, переделав имеющийся трактор. Овцы берутся за дело и в итоге делают отличный тюнинг. Счастливый фермер садится за руль, но забывает о сломанных тормозах. |    |                               |                  |
| 36 | 36 | «Stick with Me»               | 12 сентября 2007 |
| Утром фермер случайно ломает свои очки и просит Битцера заклеить их. Сделал эту работу он хорошо, но потом клей распространяется повсюду и всё приклеивается ко всему, включая овец. В конце концов получается большой шар из овец... |    |                               |                  |
| 37 | 37 | «Heavy Metal Shaun»           | 13 сентября 2007 |
| Фермер приобретает металлоискатель и сразу отправляется на поле опробовать его в действии. В какой-то момент его вызывают по срочному делу, и он уезжает, оставив металлоискатель на поле... Шон применяет устройство по назначению: он ищет клад. Но вместо клада они с Битцером находят только разный железный мусор, зарытый в землю. Сигнал металлоискателя усиливается возле живой изгороди на краю поля. Шон нащупывает что-то в кустах, просит Битцера помочь и они вдвоем вытаскивают оттуда кольцо (металлическое!), которое продето... в нос быка. Битцер и овечки прячутся от быка на дереве. Наступает ночь, а фермера всё нет. Так и ночевать бы им всем на дереве, если бы Шону не пришла в голову идея. Овцы прокрадываются мимо уснувшего быка в сарай и приступают к выполнению задуманного. |    |                               |                  |
| 38 | 38 | «Snore-Worn Shaun»            | 13 сентября 2007 |
| Ширли будит Шона своим храпом. Попытки Шона избавиться от храпа Ширли оказались безуспешны. Когда проблема была почти решена, из-за вибрации, возникшей от храпа, в рот Ширли падает воронка, которая выступает в роли трубы... Это будит всех в сарае. Теперь возмущены все овцы (кроме Ширли). Они решают вынести храпящую Ширли за пределы сарая. |    |                               |                  |
| 39 | 39 | «Save the Tree»               | 14 сентября 2007 |
| Фермер просыпается утром замёрзший. Не обнаружив дров для камина, он отправляется с Битцером нарубить дров. Овцы веселятся и центром их развлечений служит дерево на поле. Поиски дров не увенчались успехом и фермер возвращается ни с чем. Овцы сразу перешли в режим «обычных овец, жующих травку». Выйдя из машины, он видит большое дерево на своём поле и решает его срубить. Овцы всячески пытаются помешать ему сделать это. |    |                               |                  |
| 40 | 40 | «Shaun Encounters»            | 14 сентября 2007 |
| На ферму прилетают два маленьких инопланетянина (дети) и начинают проказничать. Овцы пытаются их успокоить. |    |                               |                  |

### Сезон 2 (2009—2010)
Осенью 2009 года студия Aardman Animations приступила к работе над продолжением сериала. Всего было запланировано 40 новых эпизодов, 20 из которых были показаны уже до конца года. Новые эпизоды можно отличить по изменившейся внешности персонажей (например, у Битцера и кота появилась шерсть). Эти изменения отображены и в заставке. Режиссёр — Крис Сэдлер (англ. Chris Sadler).
| №№ | №  | Название                        | Премьера        |
| --- | -- | ------------------------------- | --------------- |
| 41 | 1  | «Double Trouble»                | 23 ноября 2009  |
| Шон ради забавы встает на плечи другой овечки и наряжается как фермер. Маскарад столь удачен, что сбивает с толку Битцера, и он подчиняется приказам Шона. Тот отправляет Битцера в конуру, а сам проникает в дом и набирает в холодильнике целую охапку вкусностей для остальных. В кошаре начинается настоящий пир. Вдруг к ним заглядывает настоящий фермер... |    |                                 |                 |
| 42 | 2  | «Draw the Line»                 | 24 ноября 2009  |
| Битцер и фермер играют в футбол. Битцер стоит на воротах — между шапкой и бухтой веревки, лежащими у стены. Возникает спор о том, был гол или нет. За изгородью рабочий наносит дорожную разметку с помощью специальной машины. Улучив момент, фермер «одолжил» машину, чтобы нарисовать разметку футбольного поля во дворе. Вдохновленный успехом, он пытается нарисовать... ворота на стене и пачкает свитер краской. Фермер уходит стирать свитер — машина для разметки полностью в распоряжении Битцера и, конечно же, Шона.                                                                                           |    |                                 |                 |
| 43 | 3  | «Sheepless Nights»              | 25 ноября 2009  |
| Дождливой ночью Шона будит вода, капающая сквозь щель в крыше. Попытка Шона самостоятельно устранить течь окончилась провалом: дыра в крыше сарая образовалась основательная. Фермер приказывает Битцеру найти для овец временное пристанище. Кажется, свинарник — единственное на ферме свободное сухое место. |    |                                 |                 |
| 44 | 4  | «Spring Lamb»                   | 26 ноября 2009  |
| Капризный Тимми не хочет купаться. Он прячется на свалке, где к его хвостику прицепляется пружина от старого матраца. Сообразительный малыш использует её как средство передвижения и становится неуловимым. Шону и остальным овечкам предстоит поймать Тимми, прыгающего на пружине по всей ферме. |    |                                 |                 |
| 45 | 5  | «Strictly No Dancing»           | 27 ноября 2009  |
| Фермер учится танцевать, используя Битцера и Пидсли в качестве партнеров. Громкая музыка мешает овечкам уснуть, и они пытаются всячески помешать новому увлечению хозяина. |    |                                 |                 |
| 46 | 6  | «Who's the Caddy?»              | 30 ноября 2009  |
| Фермер находит свои клюшки для гольфа и собирается поиграть. Битцер радуется предстоящей игре. Слишком резко замахнувшись для удара, фермер провоцирует приступ боли в спине — такой сильный, что уже не может разогнуться. Шон не упускает возможности научиться играть в гольф, пока Битцер разрывается между желанием поиграть и необходимостью ухаживать за больным хозяином. |    |                                 |                 |
| 47 | 7  | «Hair Today, Gone Tomorrow»     | 1 декабря 2009  |
| Фермер пригласил домой даму сердца и готовится к встрече. Ради такого случая он достаёт свой лучший парик. На улице парик падает в бассейн. Оставив парик сушиться на улице под охраной Битцера, фермер идёт по своим делам в дом. Шон не может устоять перед искушением примерить парик... После серии злоключений парик, побывав на дороге под колесами нескольких машин, кажется безнадежно испорченным. Между тем, фермеру пора на свидание. |    |                                 |                 |
| 48 | 8  | «Bagpipe Buddy»                 | 2 декабря 2009  |
| Овечки находят на свалке старую волынку. Им кажется, что это какая-то птица, а звуки, которые волынка издает при нажатии, они принимают за крики о помощи. Они немедленно приступают к лечению мнимой больной, чтобы потом выпустить «птицу» на волю. |    |                                 |                 |
| 49 | 9  | «Supersize Timmy»               | 3 декабря 2009  |
| Тимми видит, как фермер опрыскивает томаты чудодейственным стимулятором роста. Когда фермер уходит, Тимми надкусывает один помидор. Вскоре малыш увеличивается до размеров Кинг-Конга. Перед Шоном нелегкая задача: не дать гиганту попасться на глаза фермеру и одновременно сообразить, как вернуть Тимми его нормальные размеры. Но дело доходит до того, что фермер обнаруживает следы деятельности Тимми и ведёт негодующую толпу против него. Когда толпа приходит к овцам, у Тимми случается мощный приступ метеоризма и после отхождения такого количества кишечных газов, к нему возвращаются нормальные размеры. |    |                                 |                 |
| 50 | 10 | «Lock Out»                      | 4 декабря 2009  |
| Поздним вечером фермер умудряется захлопнуть дверь в дом и остаться на улице в одной пижаме. Он решает переночевать в сарае, но его непрестанный храп будит всё стадо. Шон хочет доставить спящего фермера в дом. |    |                                 |                 |
| 51 | 11 | «Cheetah Cheater»               | 7 декабря 2009  |
| Вдохновленный фильмом о дикой природе, кот Пидсли решает припугнуть стадо, выдавая себя за гепарда. Шон, уверенный, что на свободе разгуливает опасный хищник, составляет план его поимки. |    |                                 |                 |
| 52 | 12 | «Ewe've Been Framed»            | 8 декабря 2009  |
| Шон нечаянно разбивает очки фермера. Битцер и Шон изо всех сил стараются уберечь близорукого хозяина от неприятностей во время работы на ферме. |    |                                 |                 |
| 53 | 13 | «Bitzer's New Hat»              | 9 декабря 2009  |
| Овцы осторожно наблюдают как племянницу фермера увозят родители. Фермер тоже облегченно вздыхает. Правда, теперь у него новая проблема: куда пристроить прощальный подарок племянницы — розовую девчоночью шапку с помпончиками. Немного поразмыслив, он решил... «осчастливить» Битцера. Пёс ужасно расстроен: все смеются над ним, ему очень жаль старую шапку. Шон отправляется добыть старую шапку Битцера, которую фермер надел на пугало. Овцы стараются успокоить пса, предлагая ему разнообразные головные уборы.                                                                                                  |    |                                 |                 |
| 54 | 14 | «Hide and Squeak»               | 10 декабря 2009 |
| У фермера на кухне завелась мышь. Он приказывает Пидсли избавиться от грызуна. Мышь убегает на улицу и прячется в шерсти овечек, они уговаривают Шона не оставлять мышку на растерзание безжалостному коту. |    |                                 |                 |
| 55 | 15 | «Frantic Romantic»              | 11 декабря 2009 |
| Стараясь произвести впечатление на даму своего сердца, фермер организует романтический ужин. К несчастью, он не может приготовить что-нибудь изысканное, а Битцер способен выполнять роль тапера, официанта, но не повара. Возможно, Шону и овечкам удастся спасти положение, действуя «за кулисами» на кухне. |    |                                 |                 |
| 56 | 16 | «Everything Must Go»            | 14 декабря 2009 |
| Фермер устраивает у дороги возле своего дома распродажу, поручив Битцеру роль продавца. Дело идёт на лад, фермер уезжает по делам. Ленивому псу быстро надоедает стоять за прилавком, и он заставляет работать Шона. Овцы изо всех сил стараются помочь Шону, и вскоре с молотка уходит едва ли не всё имущество фермера. Фермер в ярости начинает гоняться за Битцером. |    |                                 |                 |
| 57 | 17 | «Party Animals»                 | 15 декабря 2009 |
| Фермер организует костюмированный вечер на свой день рожденья. К несчастью, Битцер, которому поручено отправить приглашения, безнадежно их испортил. Приходится Шону и овечкам, наряженным в «собственноручно» изготовленные костюмы, выступить в роли гостей. Вечеринка удаётся на славу. |    |                                 |                 |
| 58 | 18 | «Cat Got Your Brain»            | 16 декабря 2009 |
| Двое инопланетян-ученых похищают кота Пидсли и Шона. В результате неудачного эксперимента сознание Шона переместилось в тело кота, а сознание Пидсли — в тело барашка. Не заметив изменений, горе-ученые сбрасывают подопытных на Землю. Утром на ферме начинаются недоразумения, но вот инопланетяне возвращаются, чтобы исправить ошибку. |    |                                 |                 |
| 59 | 19 | «Two's Company»                 | 17 декабря 2009 |
| Из кузова грузовика в кусты возле фермы вываливается овечка-замарашка. После купания в бассейне она оказывается весьма привлекательной, и Шон тут же влюбляется по уши. Пока Битцер разыскивает законного хозяина красавицы, не в меру любопытные овцы не дают покоя влюблённым. |    |                                 |                 |
| 60 | 20 | «In the Doghouse»               | 18 декабря 2009 |
| Конура Битцера не выдержала удара трактором фермера. Бедный пёс зря надеется получить новое, лучшее жилище. Неуклюжие попытки фермера построить конуру, постоянные насмешки овец — и терпение Битцера лопнуло. Он собирает свои пожитки и уходит на дорогу, намереваясь бросить хозяина. Шон надеется, что новую, суперсовременную конуру, которую овечки, забравшись в дом фермера, заказали через Интернет, привезут раньше, чем Битцер уедет насовсем. |    |                                 |                 |
| 61 | 21 | «The Boat»                      | 17 мая 2010     |
| Фермер привозит на своей машине старую лодку, он поручает своему псу Битцеру навести порядок, но тут вмешиваются овцы. |    |                                 |                 |
| 62 | 22 | «What's Up, Dog?»               | 18 мая 2010     |
| Воздушный шар приземляется на землю рядом с овцами. Шон и его друзья заинтригованы воздушным шаром, залезают в него и случайно поднимаются в воздух. На земле Битцер пытается безопасно посадить неуправляемый шар с овцами обратно на землю. |    |                                 |                 |
| 63 | 23 | «Cock-a-Doodle Shaun»           | 19 мая 2010     |
| Лис пробрался на скотный двор и похитил петуха. Битцер и Шон отправляются в погоню. |    |                                 |                 |
| 64 | 24 | «Bitzer's Basic Training»       | 20 мая 2010     |
| Битцеру показалось, что фермер хочет купить себе нового пса. Теперь Битцер старается быть образцовой собакой и начинает всё делать по учебнику. |    |                                 |                 |
| 65 | 25 | «Chip off the old Block»        | 21 мая 2010     |
| Фермер привозит на свой участок огромную мраморную глыбу, чтобы сделать из неё скульптуру. Но ставит её прямо на любимого мишку Тимми. Битцер выполняет роль натурщика. Барашек Шон организует спасение мишки из под камня. Им это удается, но скульптура, которую так старался сделать фермер крошится на камни. Барашки дружно склеивают её. Но получается немного не то, что задумывал фермер. |    |                                 |                 |
| 66 | 26 | «Pig Trouble»                   | 24 мая 2010     |
| Битцер ломает ногу и не может справляться со своими обязанностями, а фермеру необходимо уехать. Недолго думая, он временно назначает на место Битцера одну из свиней, которой, по мнению фермера, это под силу. Свиньи, заполучив власть, заставляют овец прислуживать себе. Шон не намерен с этим мириться. |    |                                 |                 |
| 67 | 27 | «Bitzer from the Black Lagoon»  | 25 мая 2010     |
| Битцер падает в болото и выходит оттуда весь в грязи. Овцы его не узнают и в страхе убегают... |    |                                 |                 |
| 68 | 28 | «Zebra Ducks of the Serengeti»  | 26 мая 2010     |
| Простые утки фермера превращаются в редкую разновидность зебровых уток из Серенгети. |    |                                 |                 |
| 69 | 29 | «Whistleblower»                 | 27 мая 2010     |
| Хозяйство в плохом состоянии и фермер даёт Битцеру множество заданий перед своим уходом. Пёс решает переложить всю работу на плечи других животных. В руководства работами он теряет свисток, но быстро находится и начинает руководить животными при помощи трубы. Животные начинают слушать его пуще прежнего. |    |                                 |                 |
| 70 | 30 | «The Big Chase»                 | 28 мая 2010     |
| Фермер покупает квадроцикл и оставляет Битцера сторожить его. Малышу Тимми всё же удаётся его угнать. Животные, кто на чём, организуют погоню. |    |                                 |                 |
| 71 | 31 | «The Magpie»                    | 6 декабря 2010  |
| На дереве во дворе появилась сорока, которая начинает воровать всё блестящее. Животные решают добраться до неё при помощи электромагнита. |    |                                 |                 |
| 72 | 32 | «Operation Pidsley»             | 7 декабря 2010  |
| В отсутствие фермера овцы устраивают вечеринку. Кот украл фотографии с вечеринки и пытается показать их фермеру. |    |                                 |                 |
| 73 | 33 | «Pig Swill Fly»                 | 8 декабря 2010  |
| Во время визита на ферму санитарного инспектора между овцами и свиньями вспыхивает настоящая война. |    |                                 |                 |
| 74 | 34 | «Shirley Whirley»               | 9 декабря 2010  |
| Из-за лишнего веса Ширли не может передвигаться, и Шон мастерит для неё радиоуправляемую передвижную тележку. Внезапно тележка начинает реагировать не только на собственный пульт управления, но и на сигнал от телевизора фермера. |    |                                 |                 |
| 75 | 35 | «Foxy Laddie»                   | 10 декабря 2010 |
| Лис переодевается в баранью шкуру и проникает на ферму, чтобы украсть Тимми. Все овцы, особенно Ширли, в него влюбляются. Шон разоблачает обман лиса и спасает Тимми. |    |                                 |                 |
| 76 | 36 | «Shaun goes Potty»              | 13 декабря 2010 |
| Фермер привозит новый бильярдный стол. Битцер и овцы случайно его испортили. |    |                                 |                 |
| 77 | 37 | «An Ill Wind»                   | 14 декабря 2010 |
| Фермер строит собственный ветряк, чтобы уменьшить счета за электроэнергию. Овцы превращают ветряк в карусель. |    |                                 |                 |
| 78 | 38 | «Fireside Favourite»            | 15 декабря 2010 |
| Битцер заболел, и фермер привёл его в дом. Кот возмущён тем, что пёс занял его любимое место возле камина, и пытается избавиться от Битцера. |    |                                 |                 |
| 79 | 39 | «Snowed In»                     | 16 декабря 2010 |
| За ночь выпало много снега. Овцы устраивают веселье в то время как фермер пытается выбраться из заваленного сугробом дома. |    |                                 |                 |
| 80 | 40 | «We Wish Ewe A Merry Christmas» | 17 декабря 2010 |
| Битцер и овцы украшают дом к Рождеству, чтобы поднять настроение фермеру. |    |                                 |                 |

### Сезон 3 (2012—2013)
В новом сезоне у Битцера уже исчезла меховая шерсть, также был немного изменён бык. Премьера сезона прошла на немецком детском канале KI.KA с 30 ноября по 9 декабря 2012 года. В самой же Великобритании сериал появился только в 2013 году и шёл с 25 февраля по 21 марта.
| №№ | №  | Название             | Премьера       |
| --- | -- | -------------------- | -------------- |
| 81 | 1  | «The Stand Off»      | 30 ноября 2012 |
| Около фермы образуется небольшая пробка. Битцеру нужно перевести стадо через дорогу, но им мешают скопившиеся машины. Тогда Битцер решает перевести овец напрямую через грузовик, но овцы находят внутри телевизор и мягкий диван. |    |                      |                |
| 82 | 2  | «The Coconut»        | 1 декабря 2012 |
| Фермер приносит с ярмарки кокос и пытается его разбить, но у него ничего не получается. Тогда разбивать кокос принимаются овцы. |    |                      |                |
| 83 | 3  | «The Shepherd»       | 3 декабря 2012 |
| Фермер везёт овец и пса на выставку. Там он хочет завоевать кубок, как его предки-фермеры до него. |    |                      |                |
| 84 | 4  | «You Missed A Bit»   | 2 декабря 2012 |
| Битцер моет окна в доме. В это время овцы со свиньями начинают кидаться грязью друг в друга. |    |                      |                |
| 85 | 5  | «Let's Spray»        | 8 декабря 2012 |
| Тимми и Шон разыгрывают пса рисуя на стенах. |    |                      |                |
| 86 | 6  | «The Crow»           | 1 декабря 2012 |
| Ночью к овцам залетает ворон и не даёт им спать всё время крича. Овцы придумывают разные способы как от него избавиться. |    |                      |                |
| 87 | 7  | «Shaun The Fugitive» | 6 декабря 2012 |
| Шон напакостил в кухне и теперь думает, что фермер хочет избавиться от него. Тем более, что на ферму приехал новый человек, который очень подозрительно себя ведёт.                                                                |    |                      |                |
| 88 | 8  | «Hard To Swallow»    | 5 декабря 2012 |
| Шон случайно проглотил манок для уток и теперь крякает. |    |                      |                |
| 89 | 9  | «Mission Inboxible»  | 9 декабря 2012 |
| Овцы играли с мячом и случайно запустили его в дом. Шону нужно забрать мяч из дома, но ему мешает фермер, который чинит компьютер.                                                                                                 |    |                      |                |
| 90 | 10 | «Bye Bye Barn»       | 4 декабря 2012 |
| Фермер переселяет овец в прицеп, а их строение хочет переделать под жилой дом. Шону и его друзьям нужно внести изменение в этот строительный проект.                                                                               |    |                      |                |
| 91 | 11 | «The Rounders Match» | 6 декабря 2012 |
| Овцы играют в бейсбол против свиней. Им мешает фермер, постоянно околачиваясь где-то рядом. |    |                      |                |
| 92 | 12 | «Film Night»         | 5 декабря 2012 |
| Шон и Битцер смотрят свои старые киноплёнки, вспоминая смешные моменты. |    |                      |                |
| 93 | 13 | «Fossils»            | 4 декабря 2012 |
| Шон и Битцер находят кости динозавра и пробуют правильно собрать его скелет. |    |                      |                |
| 94 | 14 | «The Skateboard»     | 8 декабря 2012 |
| Увидев скейтборд Шон решает смастерить себе такой же. У него получается не плохо на нём кататься, но нечаянно он застревает в курятнике. Животным нужно придумать как извлечь Шона оттуда.                                         |    |                      |                |
| 95 | 15 | «The Piano»          | 30 ноября 2012 |
| Овцы похищают ночью из дома фермера пианино, что бы Битцер поиграл для них. Пёс против такой идеи и животные размышляют, как занести пианино обратно в дом не привлекая к себе внимания хозяина.                                   |    |                      |                |
| 96 | 16 | «The Snapshot»       | 3 декабря 2012 |
| Фермер хочет сделать групповое фото всего скотного двора. Но Шон хочет переснять себя поскольку он плохо получился. |    |                      |                |
| 97 | 17 | «Prickly Heat»       | 7 декабря 2012 |
| В жаркий день овцы пытаются разложить надувной бассейн. |    |                      |                |
| 98 | 18 | «The Hang Glider»    | 2 декабря 2012 |
| Фермер нашёл себе новую игрушку — дельтаплан. Пока Битцер снимает хозяина с дерева овцы летают над двором. |    |                      |                |
| 99 | 19 | «The Shadow Play»    | 9 декабря 2012 |
| Шон и Битцер показывают остальным овцам представление при помощи теней. |    |                      |                |
| 100 | 20 | «Bull Vs Wool»       | 7 декабря 2012 |
| Шон, Битцер и малыш Тимми прячутся от быка в сарае. Что бы скоротать время Тимми показывает представление Шону и Битцеру используя свои рисунки.                                                                                   |    |                      |                |

### Сезон 4 (2014)
Первые 20 серий были показаны на CBBC начиная с 3 февраля 2014 года. Премьера десяти последующих серий прошла во второй половине сентября на австралийском телеканале ABC3, в декабре эти серии были показаны и на CBBC.
| №№ | №  | Название                | Премьера         |
| --- | -- | ----------------------- | ---------------- |
| 101 | 1  | «Cones»                 | 3 февраля 2014   |
| Мимо фермы проезжает фургон мороженщика. Овцы делают так, чтобы он застрял на их дворе. |    |                         |                  |
| 102 | 2  | «Caught Short Alien»    | 4 февраля 2014   |
| Во двор приземляется инопланетянин и в руках Шона оказывается оружие способное останавливать время. Шон начинает развлекаться с новой игрушкой.                                                                              |    |                         |                  |
| 103 | 3  | «Happy Birthday Timmy!» | 5 февраля 2014   |
| У малыша Тимми день рождения. Остальных же овец больше привлекает спортивный матч по телевизору и они не замечают как Тимми попадает в беду.                                                                                 |    |                         |                  |
| 104 | 4  | «The Genie»             | 6 февраля 2014   |
| Овцы находят волшебную лампу и начинают загадывать джину свои желания... |    |                         |                  |
| 105 | 5  | «3DTV»                  | 7 февраля 2014   |
| У фермера новый телевизор способный передавать трёхмерное телевидение. У Битцера ответственное задание — настроить телевизор.                                                                                                |    |                         |                  |
| 106 | 6  | «The Smelly Farmer»     | 10 февраля 2014  |
| Фермер очень сильно воняет, что вызывает очень негативную реакцию у животных. Пока он спит в шезлонге животные решают помыть его...                                                                                          |    |                         |                  |
| 107 | 7  | «DIY»                   | 11 февраля 2014  |
| Фермер и Битцер делают ремонт в одной из комнат. Пока хозяин отлучается в магазин за краской, пёс зовёт овец себе на помощь.                                                                                                 |    |                         |                  |
| 108 | 8  | «The Rabbit»            | 12 февраля 2014  |
| В гости к фермеру приезжает маленькая девочка с кроликом. У Битцера есть задание присматривать за ней. |    |                         |                  |
| 109 | 9  | «Prize Possession»      | 13 февраля 2014  |
| Фермер побеждает в лотерее. Он не знает куда лучше спрятать на ночь билет и решает отдать его на сохранение собаке. |    |                         |                  |
| 110 | 10 | «The Spider»            | 14 февраля 2014  |
| Битцер хочет принять ванну в отсутствие хозяина, но в ванной оказывается паук. Дело в том, что пёс панически боится пауков.                                                                                                  |    |                         |                  |
| 111 | 11 | «The Looney Tic»        | 17 февраля 2014  |
| Битцер начинает странно себя вести, а затем и остальные овцы по очереди. Шон должен выяснить причину такого поведения. |    |                         |                  |
| 112 | 12 | «Men at Work»           | 18 февраля 2014  |
| На ферме прорывает трубу. Животные веселятся около фонтана с водой, а затем развлекаются с рабочим инвентарём оставленным рабочими.                                                                                          |    |                         |                  |
| 113 | 13 | «The Dog Show»          | 19 февраля 2014  |
| Собаку везут на собачью выставку, но Битцеру та не очень везёт. Фермер решает отвести на выставку Шона, загримировав его под пуделя...                                                                                       |    |                         |                  |
| 114 | 14 | «Missing Piece»         | 20 февраля 2014  |
| Овцы складывают мозаику, но им не хватает одного фрагмента. Этот фрагмент на липучке прилип к фермеру... |    |                         |                  |
| 115 | 15 | «Wildlife Watch»        | 21 февраля 2014  |
| Около фермы репортёры снимают сюжет о редкой птице. Фермер околачивается около них поскольку ему понравилась журналистка. Тем временем молодой ассистент режиссёра хочет снять овец, которые ведут себя очень странно.       |    |                         |                  |
| 116 | 16 | «The Pelican»           | 24 февраля 2014  |
| В дом фермера врезается пеликан. Он очень голоден и овцы ищут, чем бы покормить гостя, поскольку он не ест того, что едят они.                                                                                               |    |                         |                  |
| 117 | 17 | «Bad Boy»               | 25 февраля 2014  |
| На ферму заезжает женщина собирающая пожертвования. Она приезжает со своей собакой, которая незамедлительно начинает подшучивать над Шоном и Битцером.                                                                       |    |                         |                  |
| 118 | 18 | «Remote Control»        | 26 февраля 2014  |
| Во время просмотра фермером спортивного состязания по телевизору в антенну врезается игрушечный самолёт на радиоуправлении. Битцер лезет на крышу чинить антенну, овцы ему всячески помогают.                                |    |                         |                  |
| 119 | 19 | «Phoney Farmer»         | 27 февраля 2014  |
| Фермер уезжает на отдых и ставит вместо себя другого человека, которого совершенно не волнует хозяйство. Все животные остаются не кормленными.                                                                               |    |                         |                  |
| 120 | 20 | «Ground Dog Day»        | 21 апреля 2014   |
| Около фермы каждый день проезжает фургон мороженщика. Битцер никак не может купить себе мороженое, ведь у него всегда огромный список дел. К тому же фермера раздражает музыка из фургона и он всегда прогоняет мороженщика. |    |                         |                  |
| 121 | 21 | «The Intruder»          | 17 сентября 2014 |
| На ферме появляется ворона, пёс пытается её поймать переодевшись в пугало. |    |                         |                  |
| 122 | 22 | «Duck!»                 | 18 сентября 2014 |
| Семейство уток похитило спальные принадлежности у овец и будку у Битцера. Животные размышляют как вернуть себе свои вещи назад.                                                                                              |    |                         |                  |
| 123 | 23 | «Bitzer for a Day»      | 19 сентября 2014 |
| Шон заставляет овец прислуживать себе при помощи свистка. Тем временем фермер и собака проводят время вместе играя в лесу.                                                                                                   |    |                         |                  |
| 124 | 24 | «Bitzer's Secret»       | 22 сентября 2014 |
| Фермер пытается похудеть, для чего совершает пробежки. Битцер тем временем ест различные вкусности, которые хозяин спрятал в шкафу.                                                                                          |    |                         |                  |
| 125 | 25 | «The Stare»             | 23 сентября 2014 |
| Козёл гипнотизирует овец. После гипноза овцы начинают подражать ему в поведении. |    |                         |                  |
| 126 | 26 | «Picture Perfect»       | 24 сентября 2014 |
| Собака наводит порядок убирая за овцами. Остался последний штрих — повесить ровно картину… |    |                         |                  |
| 127 | 27 | «Save the Dump»         | 25 сентября 2014 |
| Фермер играет в гольф со своим новым другом. Битцер выполняет поручение по уборке территории от мусора. Этим не довольны овцы.                                                                                               |    |                         |                  |
| 128 | 28 | «Ping-Pong Poacher»     | 26 сентября 2014 |
| Пока пёс и барашек играют в пинг-понг, лис пытается похитить что-нибудь из курятника. |    |                         |                  |
| 129 | 29 | «Hidden Talents»        | 29 сентября 2014 |
| Животные устроили конкурс талантов и показывают друг другу, кто что умеет. Но неожиданно в конкурсе побеждает фермер. |    |                         |                  |
| 130 | 30 | «Fruit and Nuts»        | 30 сентября 2014 |
| Фермер и собака собирают урожай яблок. Шон очень хочет отведать хотя бы одно из этих яблочек. |    |                         |                  |

### Сезон 5 (2016)
Новый сезон начался на канале CBBC 5 сентября 2016 года.
| №№ | №  | Название               | Премьера         |
| --- | -- | ---------------------- | ---------------- |
| 131 | 1  | «Out Of Order»         | 5 сентября 2016  |
| Битцер не может освободить фермера застрявшего в туалете, ему помогает Шон и остальная компания.                                                                           |    |                        |                  |
| 132 | 2  | «Karma Farmer»         | 6 сентября 2016  |
| У фермера сильный стресс и он на время покидает ферму для отдыха. За животными будет следить его брат близнец.                                                             |    |                        |                  |
| 133 | 3  | «Spoilsport»           | 7 сентября 2016  |
| Битцер убирает мусор с поля. Шон же находит новое аккуратное поле подходящим для игры в крикет. Внезапно появляются кроты.                                                 |    |                        |                  |
| 134 | 4  | «Baa-d Hair Day»       | 8 сентября 2016  |
| Овцы не узнают Шона без его фирменной причёски. Битцер помогает барашку отыскать её.                                                                                       |    |                        |                  |
| 135 | 5  | «The Farmer's Nephew»  | 9 сентября 2016  |
| Подросток, который должен помогать Битцеру складывать сено, только и делает, что играет в телефон. Овцы придумывают, как проучить его.                                     |    |                        |                  |
| 136 | 6  | «Babysitter Bitzer»    | 12 сентября 2016 |
| Овцы уезжают на ночь на праздник. Битцер должен нянчиться с малышом Тимми.                                                                                                 |    |                        |                  |
| 137 | 7  | «Dodgy Lodger»         | 13 сентября 2016 |
| Одна из свиней поселяется в ангаре с овцами. Шон обучает её хорошим манерам.                                                                                               |    |                        |                  |
| 138 | 8  | «Dangerous Deliveries» | 14 сентября 2016 |
| Битцер неадекватно реагирует на почтальона, чем очень злит фермера. Шон берёт на себя роль терапевта и пытается излечить пса.                                              |    |                        |                  |
| 139 | 9  | «Timmy and the Dragon» | 15 сентября 2016 |
| Животные на ферме узнали из детской книги о существовании драконов и начинают бояться.                                                                                     |    |                        |                  |
| 140 | 10 | «Bitzer's New Whistle» | 16 сентября 2016 |
| Битцеру пришёл новый свисток, который очень облегчает надзор за животными. Однако, когда пёс ставит батарейку не той стороной, что-то начинает идти не так.                |    |                        |                  |
| 141 | 11 | «Turf Wars»            | 7 ноября 2016    |
| Овцы построили крепость из спрессованного сена. Свиньи пытаются пробиться внутрь, что бы похитить пиццу.                                                                   |    |                        |                  |
| 142 | 12 | «A Prickly Problem»    | 8 ноября 2016    |
| Малыш Тимми помогает ёжикам найти подходящее место для сна. |    |                        |                  |
| 143 | 13 | «Wanted»               | 9 ноября 2016    |
| Сбежавший из тюрьмы заключённый прячется на ферме переодевшись в овцу. |    |                        |                  |
| 144 | 14 | «Rude Dude»            | 10 ноября 2016   |
| Напротив фермы ломается машина некой рок-звезды. Фермер фанат этого человека и приглашает того в дом.                                                                      |    |                        |                  |
| 145 | 15 | «Keeping the Peace»    | 11 ноября 2016   |
| Фермер не спал всю ночь собирая кровать и теперь утром он решает выспаться. Битцер должен следить, чтобы никто не шумел.                                                   |    |                        |                  |
| 146 | 16 | «Happy Farmers' Day»   | 14 ноября 2016   |
| Битцер готовит угощения для фермера. Что-то идёт не так и его пирог пропадает. Все овцы отправляются на помощь псу.                                                        |    |                        |                  |
| 147 | 17 | «Checklist»            | 15 ноября 2016   |
| Овцы подшучивают над Битцером, они решают переписать его распорядок дел на свой лад.                                                                                       |    |                        |                  |
| 148 | 18 | «Return To Sender»     | 16 ноября 2016   |
| От брата фермер получил посылку из тропической страны. В ней помимо открытки был бумеранг. Фермер не знает назначении этой вещи и в конечном итоге пытается выбросить его. |    |                        |                  |
| 149 | 19 | «Cone Of Shame»        | 17 ноября 2016   |
| Битцеру сделали прививку и овцы начинают ухаживать за ним. |    |                        |                  |
| 150 | 20 | «Sheep Farmer»         | 18 ноября 2016   |
| Малыш Тимми становится волшебником и превращает фермера в овцу. |    |                        |                  |

### Сезон 6:Adventures from Mossy Bottom(2020)
Шестой сезон вышел в середине марта 2020 года на Netflix и носил подзаголовок «Приключения из Мшистого Дна».
| №№ | №  | Название               | Премьера      |
| --- | -- | ---------------------- | ------------- |
| 151 | 1  | «Baa-gherita»          | 16 марта 2020 |
| Голодный Шон превращает новую глиняную печь фермера в фабрику по производству пиццы. |    |                        |               |
| 152 | 2  | «Get your Goat»        | 16 марта 2020 |
| Шон и другие овцы пытаются вытащить козла с кукурузного поля, так как на поле работает на комбайне фермер.                                                                                                 |    |                        |               |
| 153 | 3  | «Super Sheep»          | 16 марта 2020 |
| Устав от вредных свиней, Шон становится супергероем. |    |                        |               |
| 154 | 4  | «Space Bitzer»         | 16 марта 2020 |
| Из-за баловства с дроном Битцер попадает в открытый космос. |    |                        |               |
| 155 | 5  | «#farmstar»            | 16 марта 2020 |
| Фермер хочет стать интернет-звездой, как и его сосед. Овцы помогают ему и создают вирусное видео. |    |                        |               |
| 156 | 6  | «CSI Mossy»            | 16 марта 2020 |
| Пропал свисток Битцера. Шон собирает улики и проводит расследование. |    |                        |               |
| 157 | 7  | «Squirrelled Away»     | 16 марта 2020 |
| Битцер хочет понаблюдать за птицами, но их корм постоянно съедает очень шустрая белка. Шон помогает Битцеру поймать её.                                                                                    |    |                        |               |
| 158 | 8  | «Room with a Ewe»      | 16 марта 2020 |
| Фермер выгоняет овец из их сарая, чтобы обустроить его для приёма туристов. Овцы очень недовольны. |    |                        |               |
| 159 | 9  | «Go Bitzer Go!»        | 16 марта 2020 |
| Овцы помогают Битцеру победить в гонке на самодельных автомобилях высокомерную соседскую собаку. |    |                        |               |
| 160 | 10 | «Prize Porker»         | 16 марта 2020 |
| Одна из свиней заявляет, что выиграла кубок на выставке. Вся ферма начинает приклоняться перед ней. Шон же пытается разоблачить свинью.                                                                    |    |                        |               |
| 161 | 11 | «Teddy Heist»          | 16 марта 2020 |
| Овцы пытаются забрать у фермера любимого плюшевого мишку малыша Тимми. Фермер же уверен, что это редкая игрушка и её можно хорошо продать.                                                                 |    |                        |               |
| 162 | 12 | «Costume Drama»        | 16 марта 2020 |
| На ферму приезжают киношники снимать здесь кино. Козёл съедает плёнку с отснятым материалом. Теперь овцам нужно срочно доснять недостающий материал.                                                       |    |                        |               |
| 163 | 13 | «Express Delivery»     | 16 марта 2020 |
| У фермера испорчены очки, поэтому он вообще ничего не видит, чем и пользуются овцы. Битцер заказывает новые очки через интернет. Теперь овцы пытаются всеми силами помешать курьеру доставить эту посылку. |    |                        |               |
| 164 | 14 | «Pond Life»            | 16 марта 2020 |
| В жаркий день овцы не могут искупаться в пруде, поскольку он завален мусором. Овцы пытаются разобраться с этим.                                                                                            |    |                        |               |
| 165 | 15 | «Hot to Trotter»       | 16 марта 2020 |
| Животные устраивают танцевальный конкурс. Овца, с которой танцует Битцер, повредила ногу из-за происков свиней. Шон пытается спасти положение.                                                             |    |                        |               |
| 166 | 16 | «Box Fresh»            | 16 марта 2020 |
| Битцер подарил фермеру на день рождения белоснежные кроссовки, но теперь переживает, что он испачкает их.                                                                                                  |    |                        |               |
| 167 | 17 | «Tour de Mossy Bottom» | 16 марта 2020 |
| Фермер увлёкся очками виртуальной реальности и не встаёт с кресла. Битцер пытается заставить его покататься на велосипеде.                                                                                 |    |                        |               |
| 168 | 18 | «Sheep Sheep Goose»    | 16 марта 2020 |
| Шон подружился с гусёнком, но прошло время и тот вырос. Теперь Шон должен научить его летать. |    |                        |               |
| 169 | 19 | «Pumpkin Peril»        | 16 марта 2020 |
| Битцер должен сторожить тыквы, но ночью на них начинают зариться орды улиток. |    |                        |               |
| 170 | 20 | «Farm Park»            | 16 марта 2020 |
| Фермер организует у себя контактный зоопарк, но дети быстро утомляют животных. |    |                        |               |

## Специальные серии

### Shaun the Sheep 3D (2012)
1-минутные серии с использованием стереоизображения были созданы для видеосервиса Nintendo Video игровой приставки Nintendo 3DS в 2012 году. В начале лета 2016 года студия Aardman Animations разместила эти мультфильмы на своём канале на сайте YouTube под названием Mossy Bottom Farm Shorts.
| № | Название                 | Премьера       |
| --- | ------------------------ | -------------- |
| 1 | «The Picnic»             | 7 марта 2012   |
| Шон устраивает пикник для друзей, но им невольно мешает фермер, который рыбачит неподалёку. |                          |                |
| 2 | «Penalty!»               | 14 марта 2012  |
| Шон бьёт пенальти в сарае, но закидывает мяч под потолок, где он и застревает. Овцы пытаются достать его. |                          |                |
| 3 | «Babysitting Timmy»      | 21 марта 2012  |
| Шон нянчит Тимми, но не замечаёт, как тот начинает играть с бритвой... |                          |                |
| 4 | «Bitzer Over Easy»       | 28 марта 2012  |
| Фермер просит Битцера принести яиц. |                          |                |
| 5 | «The Art Class»          | 4 апреля 2012  |
| Овцы рисуют утку. Каждая овца рисует её по-своему. |                          |                |
| 6 | «Sprout-Shooters»        | 11 апреля 2012 |
| Шон и Битцер отдыхают, а свиньи мешают им. |                          |                |
| 7 | «Members Only»           | 18 апреля 2012 |
| Овцы построили себе базу из множества кирпичиков спрессованного сена. Видя это огромное сооружение и попадая внутрь фермер всё равно не может обнаружить овец, из-за большого количества ходов и хитроумных переходов. |                          |                |
| 8 | «Down the Loo»           | 25 апреля 2012 |
| Шон попадает в беду, когда лезет на гору хлама за мячиком для настольного тенниса. |                          |                |
| 9 | «Story Time»             | 2 мая 2012     |
| Овцы читают перед сном книгу, когда внезапно перегорает лампочка. |                          |                |
| 10 | «Kite»                   | 9 мая 2012     |
| Воздушный змей Шона подает на территорию быка. |                          |                |
| 11 | «Shaun Goes Old-School»  | 16 мая 2012    |
| Поиграв на Nintendo 3DS Шон начинает вести себя как Марио. |                          |                |
| 12 | «Shaun's Bale Out»       | 23 мая 2012    |
| В сарае движущийся стог сена. |                          |                |
| 13 | «Sheep Shoot Hoops»      | 30 мая 2012    |
| Овцы играют с псом в баскетбол. |                          |                |
| 14 | «Beware! Sheep Crossing» | 6 июня 2012    |
| Овцы издеваются над случайным водителем бесконечно ходя вокруг машины. |                          |                |
| 15 | «Lamb Salsa»             | 13 июня 2012   |
| Скотный двор наигрывает мелодию при помощи подручных инструментов. |                          |                |

### Shaun The Sheep Championsheeps (2012)
1-минутные серии шли в июле 2012 года и были посвящены Олимпийским играм в Лондоне.
| № | Название                | Премьера     |
| --- | ----------------------- | ------------ |
| 1 | «Relay»                 | 2 июля 2012  |
| Эстафета. Шон в качестве эстафетной палочки использует кость Битцера. Пёс недоволен.                                    |                         |              |
| 2 | «Shot Put»              | 2 июля 2012  |
| Толкание ядра. Свиньи пытаются мухлевать с ядром.                                                                       |                         |              |
| 3 | «Synchronised Swimming» | 3 июля 2012  |
| Синхронное плавание. Овцы показывают феноменальную слаженность.                                                         |                         |              |
| 4 | «Ping Pong»             | 3 июля 2012  |
| Настольный теннис. Шону противостоит очень серьёзный соперник.                                                          |                         |              |
| 5 | «Diving»                | 4 июля 2012  |
| Прыжки в воду. Свиньи используют запрещённый приём.                                                                     |                         |              |
| 6 | «Fencing»               | 4 июля 2012  |
| Фехтование. Нужно вырвать у противника клок шерсти.                                                                     |                         |              |
| 7 | «Gymnastics»            | 5 июля 2012  |
| Спортивная гимнастика. Может ли быть опасно использование настоящего коня в качестве снаряда?                           |                         |              |
| 8 | «Archery»               | 5 июля 2012  |
| Стрельба из лука. Шон и Битцер мешают друг другу.                                                                       |                         |              |
| 9 | «Weightlifting»         | 6 июля 2012  |
| Тяжёлая атлетика. В качестве груза можно использовать и самих овец.                                                     |                         |              |
| 10 | «Steeplechase»          | 6 июля 2012  |
| Бег с препятствиями. Прыгающие через ограду овцы могут быть довольно усыпляющим зрелищем.                               |                         |              |
| 11 | «Beach Volleyball»      | 9 июля 2012  |
| Пляжный волейбол. Вувузела на трибуне — помогает или мешает?                                                            |                         |              |
| 12 | «Hockey»                | 9 июля 2012  |
| Хоккей на траве. Бабушка помогает животным и забивает гол зонтиком.                                                     |                         |              |
| 13 | «Swimming»              | 10 июля 2012 |
| Плавание. Если ты живёшь на ферме, то плавать можно и в грязи.                                                          |                         |              |
| 14 | «100 Metre Dash»        | 10 июля 2012 |
| Бег на 100 метров. Фальстарты изматывают спортсменов, нужно внимательно ждать выстрела.                                 |                         |              |
| 15 | «BMX»                   | 11 июля 2012 |
| Велосипедный мотокросс. Свиньи ведут нечестную игру, но куры помогают Шону.                                             |                         |              |
| 16 | «Rings»                 | 11 июля 2012 |
| Кольца. Шон очень старается, но главное не перекрутить лишнего.                                                         |                         |              |
| 17 | «Hammer»                | 12 июля 2012 |
| Метание молота. В качестве молота можно использовать и хозяйский сапог, главное посильнее замахнуться.                  |                         |              |
| 18 | «Trampoline»            | 12 июля 2012 |
| Прыжки на батуте. Шон случайно прокатывается на воздушном замке вокруг двора, а всё из-за того что тот спускает воздух. |                         |              |
| 19 | «Judo»                  | 13 июля 2012 |
| Дзюдо. Не следует заниматься им под музыку, иначе это может превратиться в танец.                                       |                         |              |
| 20 | «Ribbon»                | 13 июля 2012 |
| Художественная гимнастика. Здесь главное не запутаться в ленте и не запутать других...                                  |                         |              |
| 21 | «Pole Vault»            | 13 июля 2012 |
| Прыжки с шестом. Если для поддержания планки использовать овец, они могут и пошалить.                                   |                         |              |